# Herman Buršić
Herman Buršić (Krnica, 11. ožujka 1928. - Pula, 26. svibnja 2013.), hrvatski profesor, povjesničar, publicist i prevoditelj

## Životopis
Rođen u Krnici dok je Istra bila pod talijanskom vlašću. Tako je u rodnoj Krnici završio talijansku osnovnu školu. 1939. je upisao talijansku klasični gimnaziju "Giosuè Carducci" u Puli. Godine 1943. priključio se NOP-u dok je kao šesnaestogodišnji dječak, iduće godine, otišao u partizane, gdje je ostao do kraja rata. Između ostalog, obnašao je dužnosti šifranta.
Godine 1948. završio je maturu na riječkoj gimnaziji. Iste je godine odbio diplomatsko školovanje u Beogradu. Zatim je diplomirao talijanski i latinski jezik i književnost pri Filozofskom fakultetu Sveučilišta u Zagrebu. Dvije je godine radio kao profesor u Talijanskoj osnovnoj školi u Puli, prije nego što je 1957. postao osnivačem i ravnateljem Muzeja narodne revolucije Istre (današnji Povijesni i pomorski muzej Istre) sa sjedištem u pulskom kaštelu. Na čelu muzeja bio je do 1984. Kroz muzejsku postavu proveo je bitne osobe druge polovice 20. stoljeća, kao npr. poljskog ministra vanjskih poslova Rapackog, bivšeg predsjednika Republike Italije Giorgia Napolitana, rukovodioca KPI Enrica Berlinguera, Giancarla Pajettu, predsjednicu talijanskog parlamenta Nilde Jotti i mnoge državnike nesvrstanih zemalja. Bio je fokusiran na proučavanje razdoblja između dva svjetska rata, te je objavio 80 znanstvenih radova u području povijesti, povijesti hrvatskog pokreta otpora. Napisao je i tri knjige s istom tematikom, dok je njegovo kapitalno djelo izašlo 2011. godine pod naslovom "Od ropstva do slobode: Istra 1918. – 1945. - Male bilješke o velikom putu". Objavljivao je u mnogim časopisima, zbornicima i novinama, poput Sjevernojadranskog instituta HAZU u Rijeci, raznim istarskim zbornicima, zbornicima Katedre čakavskog sabora, Glasu Istre i dr. Također je napisao scenarij za prvi postav muzeja na Brijunima. Popisao je i obradio spomenike i spomen-ploče antifašističkog sadržaja od Rovinja do Labina. Prevodio je s talijanskog i na talijanski, te je do umirovljenja radio kao predavač talijanskog jezika na Fakultetu ekonomije i turizma "dr. Mijo Mirković" u Puli, na Fakultetu za vanjsku trgovinu u Zagrebu, na Hotelijerskom fakultetu u Opatiji i Veleučilištu u Rijeci (Poslovni odjel u Puli i Poljoprivredni odjel u Poreču). Bio je član povjerenstva tečaja za turističke vodiče FET-a i Hotelijerskog fakulteta u Opatiji (predavač i ispitivač) od 1960. do 2000. godine.

## Nagrade
Dobitnik brojinh odlikovanja, priznanja, nagrade i povelja.
Za aktivno sudjelovanje u NOB-u dobio je dvije medalje za hrabrost.
Dobitnik povelje Čakavskog sabora Katedre Pula za naročite zasluge u pokretanju i unaprjeđenju kulturnih, znanstvenih akrivnosti i programa Čakavskog sabora (1979.)
Nagrada Uzoran radnik u organizacijama kulture općine Pula (1984.)
Nagrada Grada Pule za životno djelo (2011).